# Gomphidia pearsoni
Gomphidia pearsoni és una espècie de libèl·lula pertanyent a la família Gomphidae.

## Hàbitat
Viu als bassals, rierols i rius de corrent moderadament ràpid o lent de les selves pluvials tropicals i subtropicals.

## Distribució geogràfica
És endèmica del centre i el sud-oest de Sri Lanka.

## Estat de conservació
Les seues principals amenaces són la fragmentació del seu hàbitat, la contaminació i la destrucció de les selves pluvials i dels corredors forestals al llarg dels rierols.